# Gavin Duffy
Pour les articles homonymes, voir Duffy.

a Compétitions nationales et continentales officielles uniquement.

b Matchs officiels uniquement.
Dernière mise à jour le 7 mars 2018.
Gavin William Duffy, né le 18 septembre 1981 à Ballina, est un joueur irlandais de rugby à XV évoluant au poste d'arrière ou de centre. Il joue en équipe d'Irlande et évolue au sein de l'effectif du Connacht Rugby entre 2001 et 2003, puis entre 2007 et 2014.

## Biographie
Gavin Duffy débute avec le Connacht avant de rejoindre en 2003 le club londonien des Harlequins où il reste quatre saisons. Il honore sa première cape internationale en équipe d'Irlande le 19 juin 2004 contre l'équipe d'Afrique du Sud. Il est sélectionné dans le groupe irlandais pour participer à la coupe du monde 2007 et il ne dispute que le match de poule contre l'équipe d'Argentine. Après la coupe du monde, il retourne jouer en Irlande avec le Connacht. Il met fin à sa carrière professionnelle en 2014.

## Palmarès
- Vainqueur du challenge européen en 2004
- Vainqueur du Championnat d'Angleterre de D2 en 2006

## Statistiques en équipe nationale
- 10 sélections
- 18 points (3 essais, 1 pénalité)
- Sélections par année : 1 en 2004, 3 en 2005, 4 en 2007, 2 en 2009
- Tournoi des Six Nations disputé : 2005